# Houécourt
Houécourt é uma comuna francesa na região administrativa do Grande Leste, no departamento de Vosges. Estende-se por uma área de 9.91 km². Em 2010 a comuna tinha 453 habitantes (densidade: 45,7 hab./km²).